# Chilomycterus antillarum
Espèce
Synonymes
- Cyclichthys antillarum (Jordan & Rutter, 1897)[1] [2]
- Diodon geometricus Bloch & Schneider, 1801[1]

Statut de conservation UICN

 LC  : Préoccupation mineure
Chilomycterus antillarum est une espèce de poissons tetraodontiformes de la famille des Diodontidae.

## Répartition
Chilomycterus antillarum est un poisson marin qui se rencontre des côtes de la Floride jusqu'à celles du Nord-Est du Brésil. Il est présent jusqu'à 44 m de profondeur.

## Description
La taille maximale connue pour Chilomycterus antillarum est de 300 mm.

## Étymologie
Son nom spécifique, antillarum, fait référence aux Antilles, région où il a été découvert.